# Русько-Полянський ботанічний заказник
Ру́сько-Поля́нський зака́зник — ботанічний заказник, об'єкт природно-заповідного фонду України. Розташований у Черкаському районі Черкаської області. Створений на території Руськополянського лісництва, в межах Черкаського бору (кв. 106 вид. 6, 9, 10, 13, 17, кв. 107 вид. 1, 2, кв. 143 вид. 15, 17, 19, 23).
Площа заказника 166 га. Установа, яка є землевласником та у віданні якої перебуває заказник,— ДП «Черкаське ЛМГ». Заказник має статус загальнодержавного значення, створений Постановою Ради Міністрів УРСР від 11.09.1980 р. № 524.
Є частиною великого лісового масиву — Черкаського бору. Створений з метою охорони природних популяцій вовчих ягід пахучих (Daphne cneorum L.), занесених до Червоної книги України (1994, 2009), а також комплексу рослинного і тваринного світу ділянки борової тераси річки Дніпра. Лісові угруповання представлені сосново-дубовими лісами з участю граба звичайного та липи серцелистої у другому ярусі. Деревостани насіннєвого походження віком 100—130 років. Є асоціації дубово-сосново-орлякового, дубово-сосново-різнотравного та дубово-сосново-грабово-осокового лісу. Серед видів, занесених до Червоної книги України, є сон чорніючий і гніздівка звичайна.

## Галерея

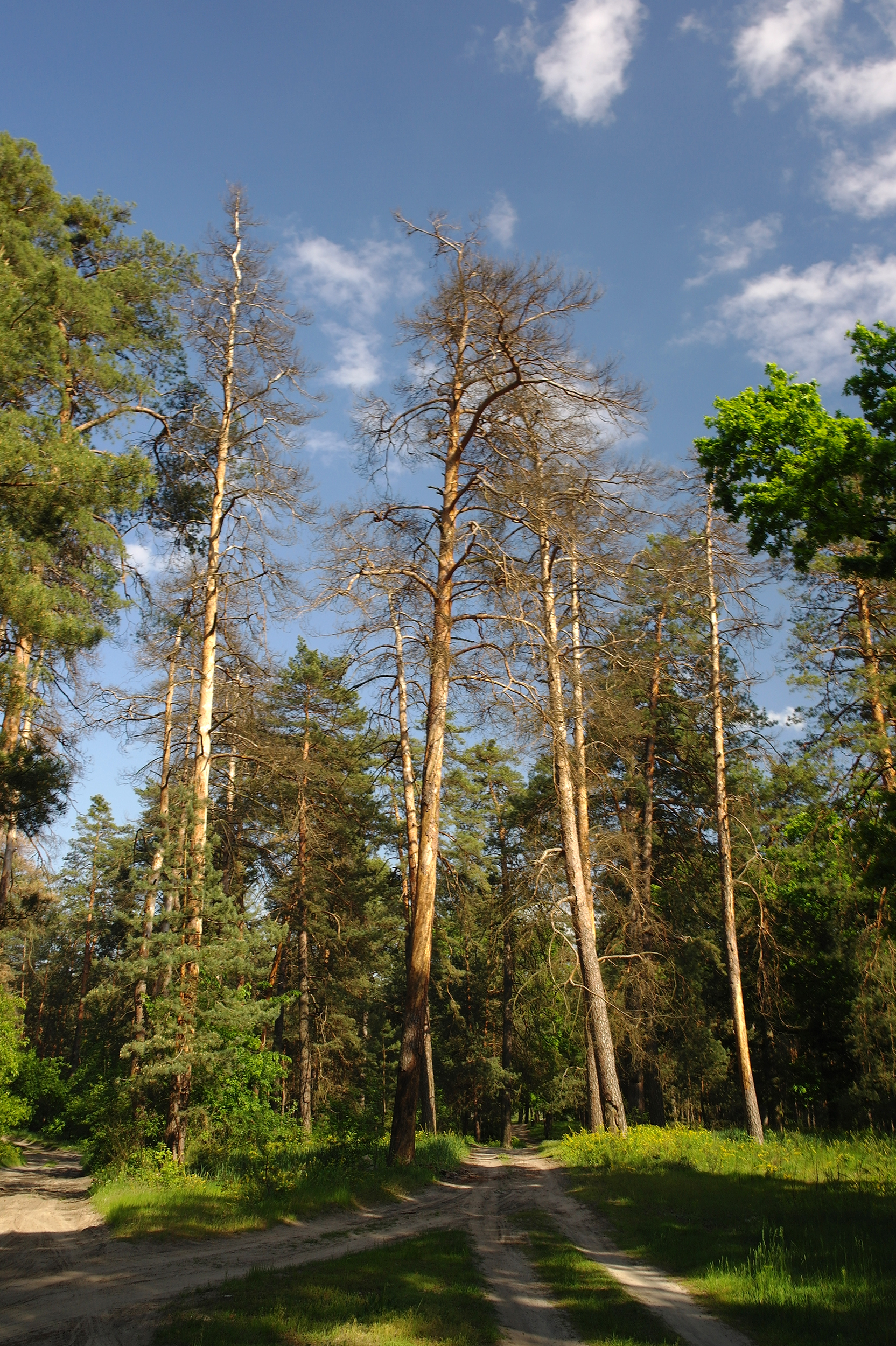
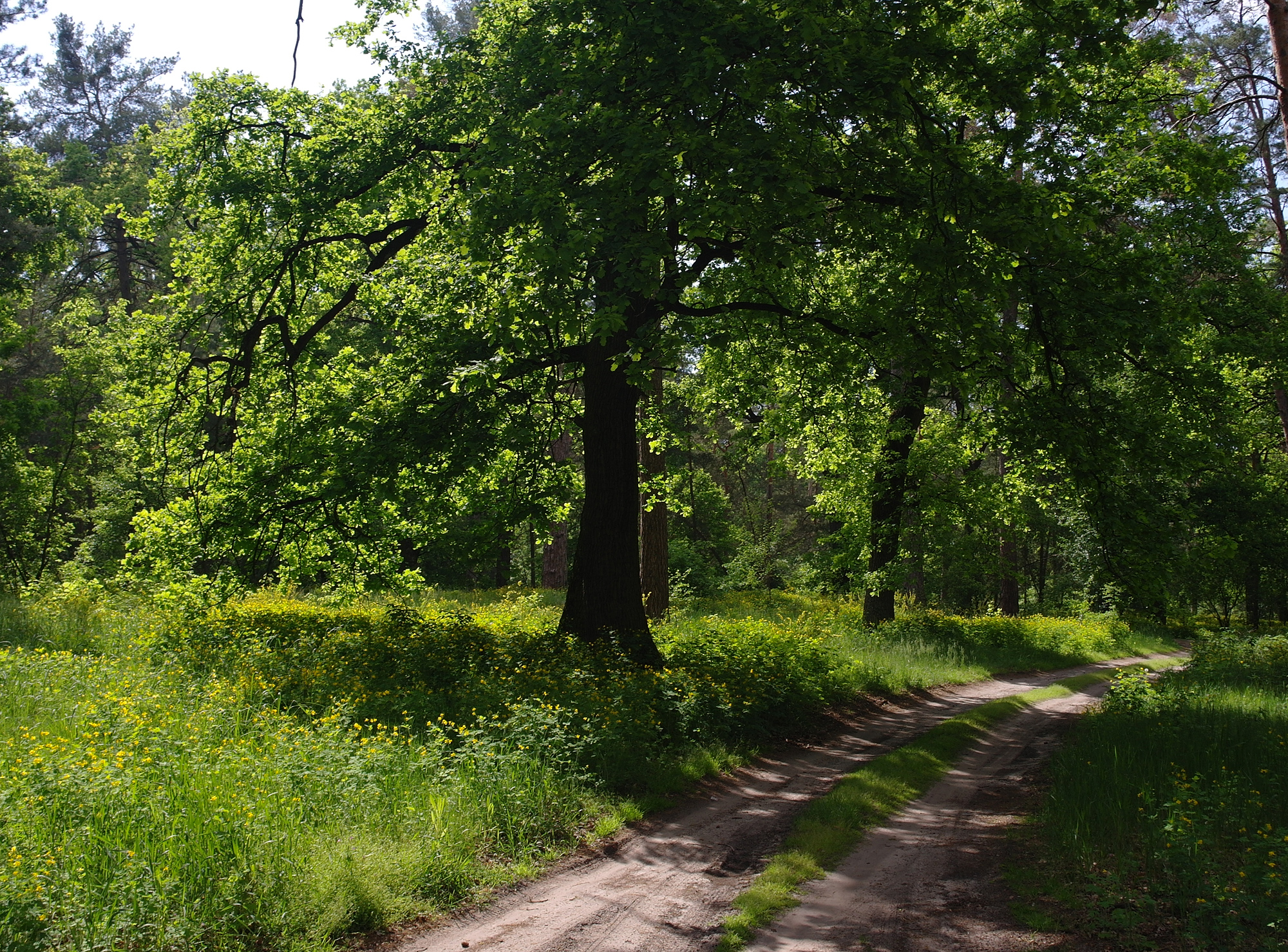
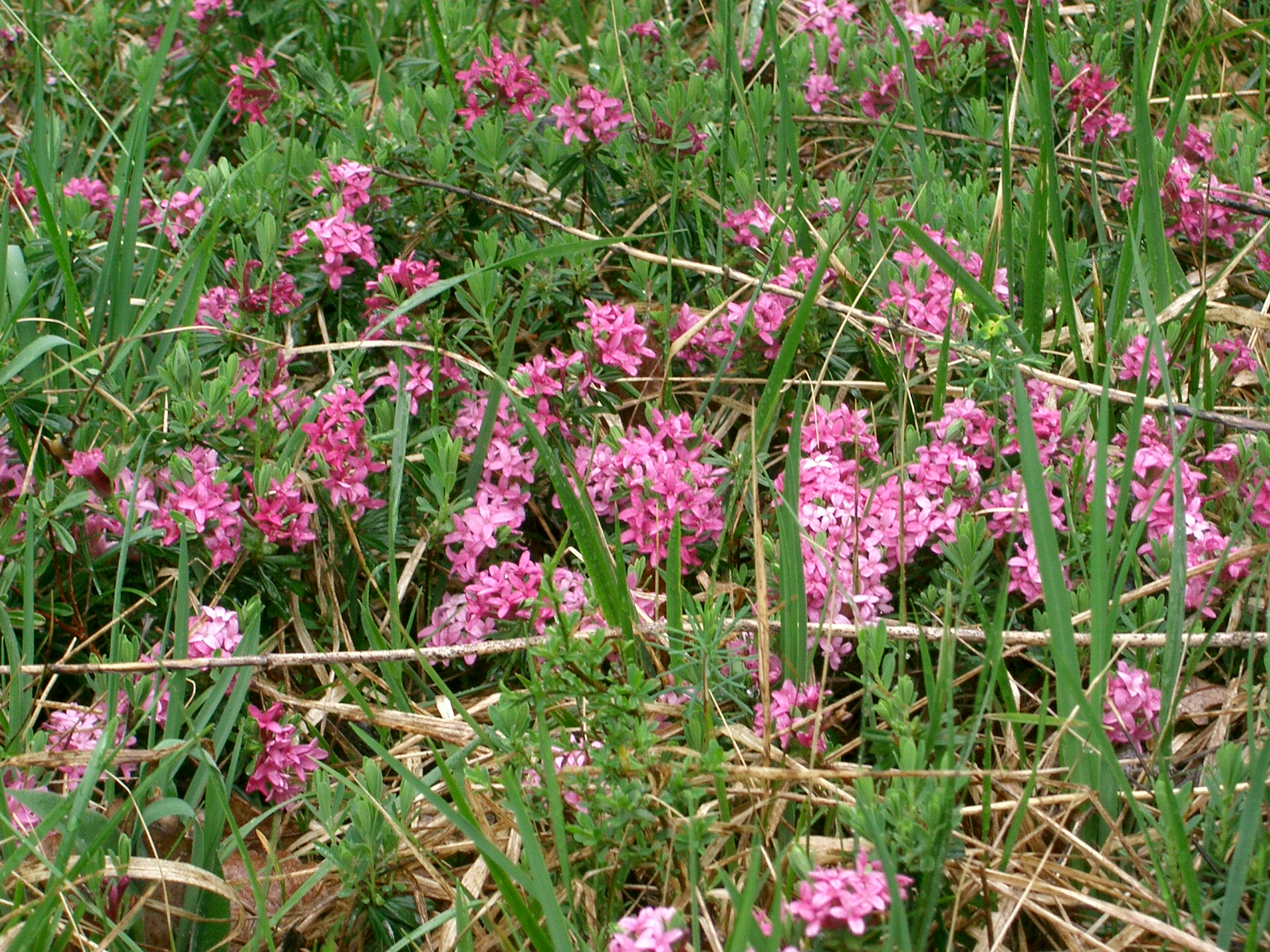
Вовчі ягоди пахучі